# Бланд, Рэйчел
Рэ́йчел Бланд (англ. Rachael Bland), в девичестве — Хо́джес (англ. Hodges; 21 января 1978, Крейео, Кардифф, Уэльс — 5 сентября 2018, Чешир, Англия) — уэльская журналистка и теле- и радиоведущая. Работала на BBC Radio 5 Live и BBC North West Tonight. Она была известна своим подкастом «Ты, я и эта страшная буква „Р“», который транслировался, когда она болела раком молочной железы, и в которой она обсуждала проблемы и лечение этой болезни.

## Карьера
Рэйчел Бланд, урождённая Ходжес, родилась в Крейео, Кардифф. Она начала свою карьеру, как ведущая новостей BBC Local Radio BBC Wiltshire. Затем она перешла на BBC Radio 5 Live, где сначала читала новости в шоу Ричарда Бэкона, а потом стала полноценной соведущей Бэкона в «The Special Half Hour Club».
Затем Бланд начала вести спортивные новости на телевидении, а также выступала в роли докладчика и выходной ведущей на BBC News Channel. Когда BBC Radio 5 Live перешло в MediaCityUK, набережная Солфорд в 2011 году, Бланд начала работать на BBC North West Tonight в качестве читателя новостей и главного докладчика.

## Личная жизнь
14 сентября 2013 года она вышла замуж за продюсера BBC Radio 5 Live Стива Бланда. В 2015 году у них родился сын Фредди.
Бланд была профессиональным триатлетом, в том числе соревновалась на Лондонском триатлоне в 2010 году, собрав средства для лечения рака молочной железы. Она несколько раз участвовала в Лондонском марафоне.

## Болезнь и смерть
Бланд был поставлен диагноз «трижды негативный рак молочной железы» в ноябре 2016 года. На ранних стадиях болезни она продолжала работать на Radio 5 Live, заявив, что пусть её лучше будут называть «Ведущая новостей Рэйчел», чем «Больная раком Рэйчел». После этого заявления на неё напали интернет-тролли, которые обвинили её в том, что она «не очень сильно борется с раком».
После диагноза Бланд начала вести подкаст на BBC «Ты, я и эта страшная буква „Р“» для повышения осведомлённости о раке, обсуждения болезни со знаменитостями и предоставления рекомендаций о том, как ею управлять.
В начале 2018 года она участвовала в клиническом испытании экспериментального лечения в Christie NHS Foundation Trust, Манчестер. Оно не увенчалось успехом, и в мае она объявила, что рак метастазировал и теперь неизлечим. Она продолжала вести блог и руководить подкастом, надеясь, что она сможет сделать достаточно, чтобы оставить сыну воспоминания о своей жизни. В конце своей жизни она объявила, что написала свои мемуары, которые, как она надеется, когда-нибудь будут опубликованы.
В августе 2018 года Бланд объявила, что ей осталось жить меньше года. Уже 3 сентября она объявила в своём аккаунте в Twitter, что её «время наступило», и что у неё осталось лишь несколько дней жизни. Она умерла через два дня в возрасте 40 лет. Её подкаст достиг первого места на iTunes на этой неделе, её соведущие (Лорен Махон и Дебора Джеймс) решили продолжить его снимать.